# Plumbotel·lurita
La plumbotel·lurita és un mineral de la classe dels òxids.

## Característiques
La plumbotel·lurita és un tel·lurit de fórmula química Pb(TeO₃). Cristal·litza en el sistema ortoròmbic. La seva duresa a l'assaig de duresa Vickers és vhn100=30 a 42.
L'exemplar que va servir per a determinar l'espècie, el que es coneix com a material tipus, es troba conservat a les col·leccions del Museu Mineralògic Fersmann, de l'Acadèmia de Ciències de Rússia, a Moscou (Rússia).

## Formació i jaciments
Va ser descoberta al dipòsit d'or de Zhana-Tyube, a la província d'Akmolà (Kazakhstan). També ah estat descrita a Mèxic i als estats de Nevada, Arizona, Utah i Califòrnia dels Estats Units.